# Gubbhyllan

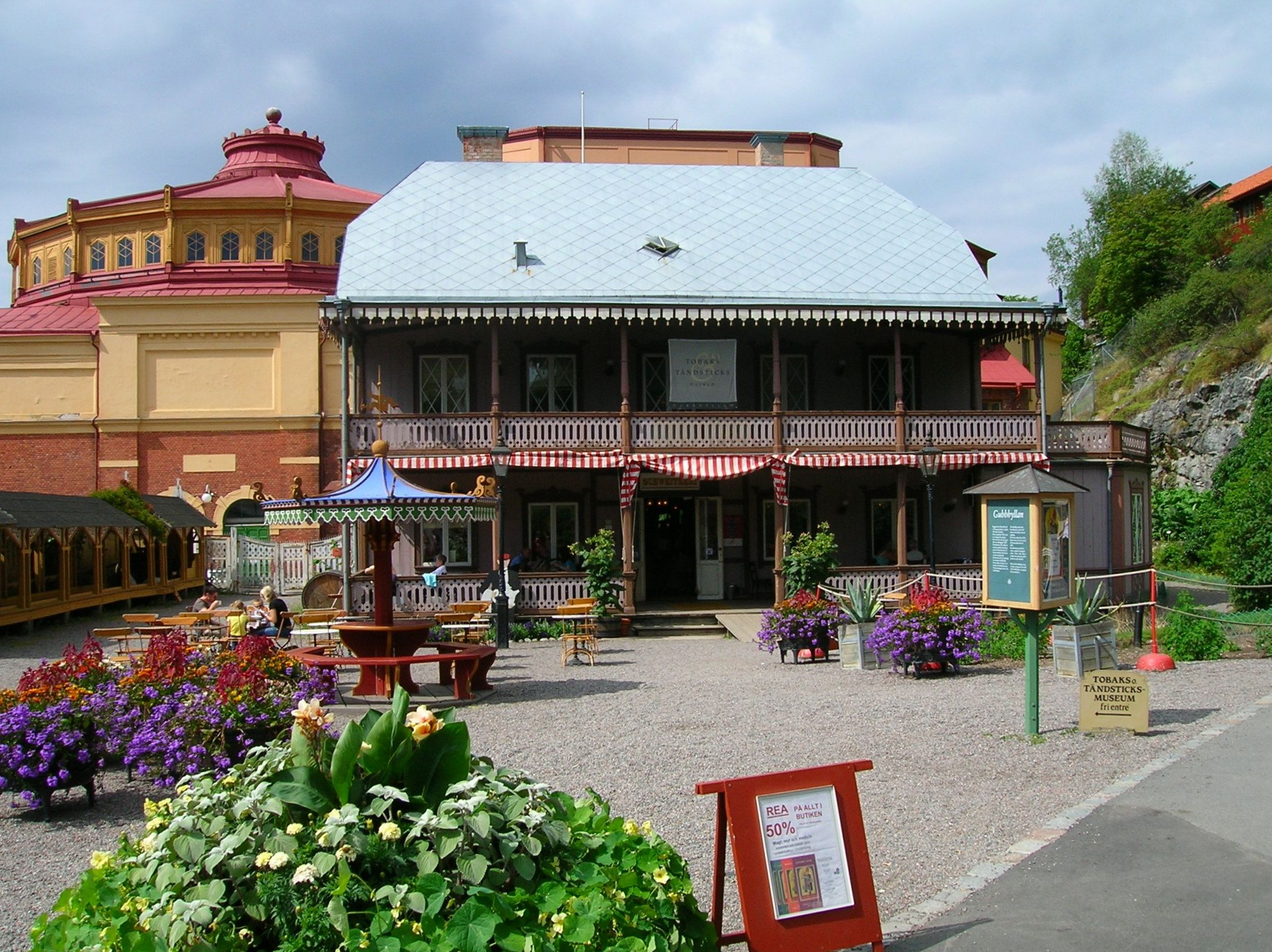
Värdshuset Gubbhyllan

Gubbhyllan är en av byggnaderna på Skansen i Stockholm. Huset står innanför Skansens huvudingång från Djurgårdsvägen. I Gubbhyllan finns bland annat Snus- och Tändsticksmuseum, en kägelbana och en restaurang. Gubbhyllan renoverades och upprustades under 2008.

## Byggnaden

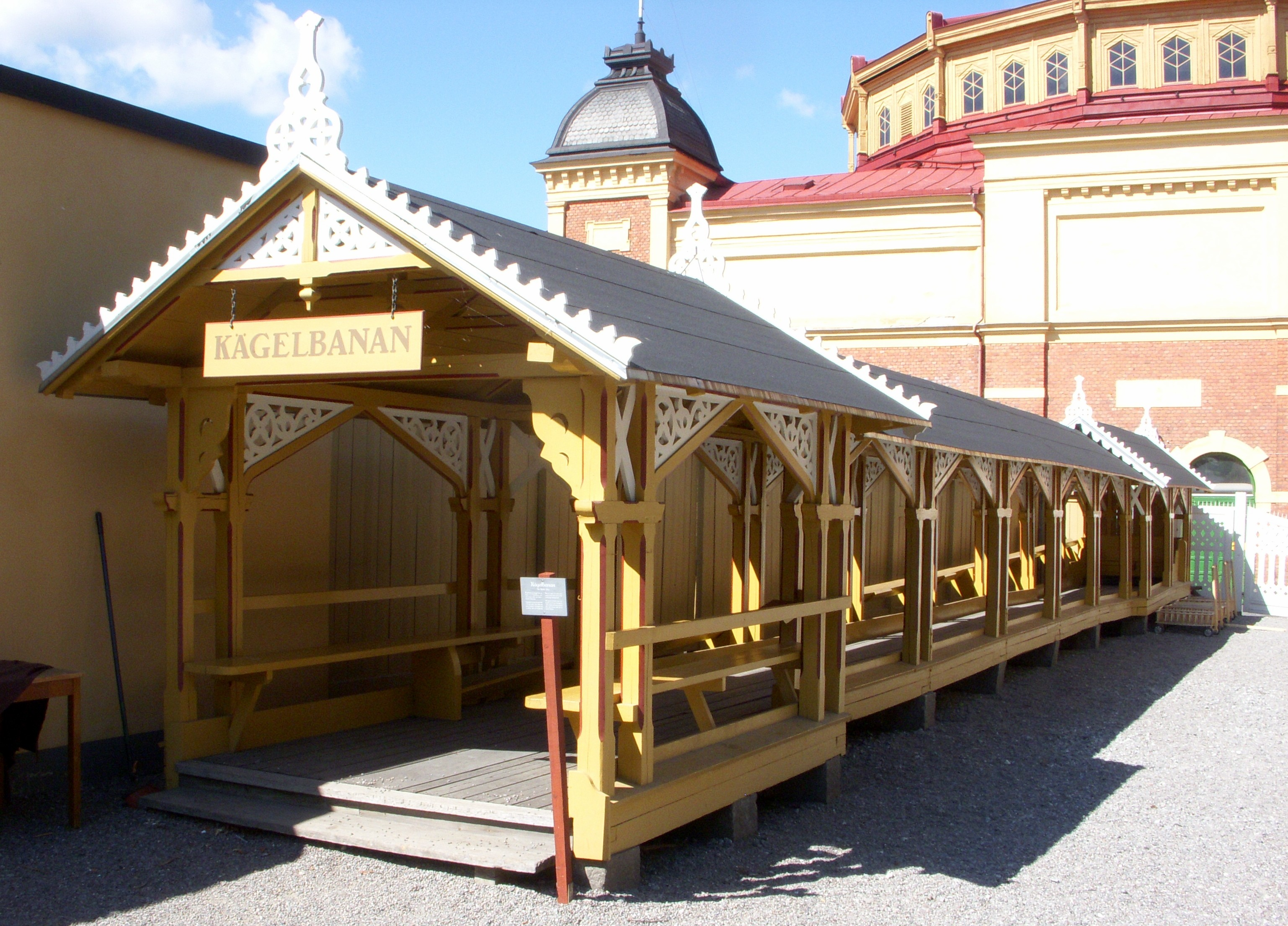
Kägelbanan.

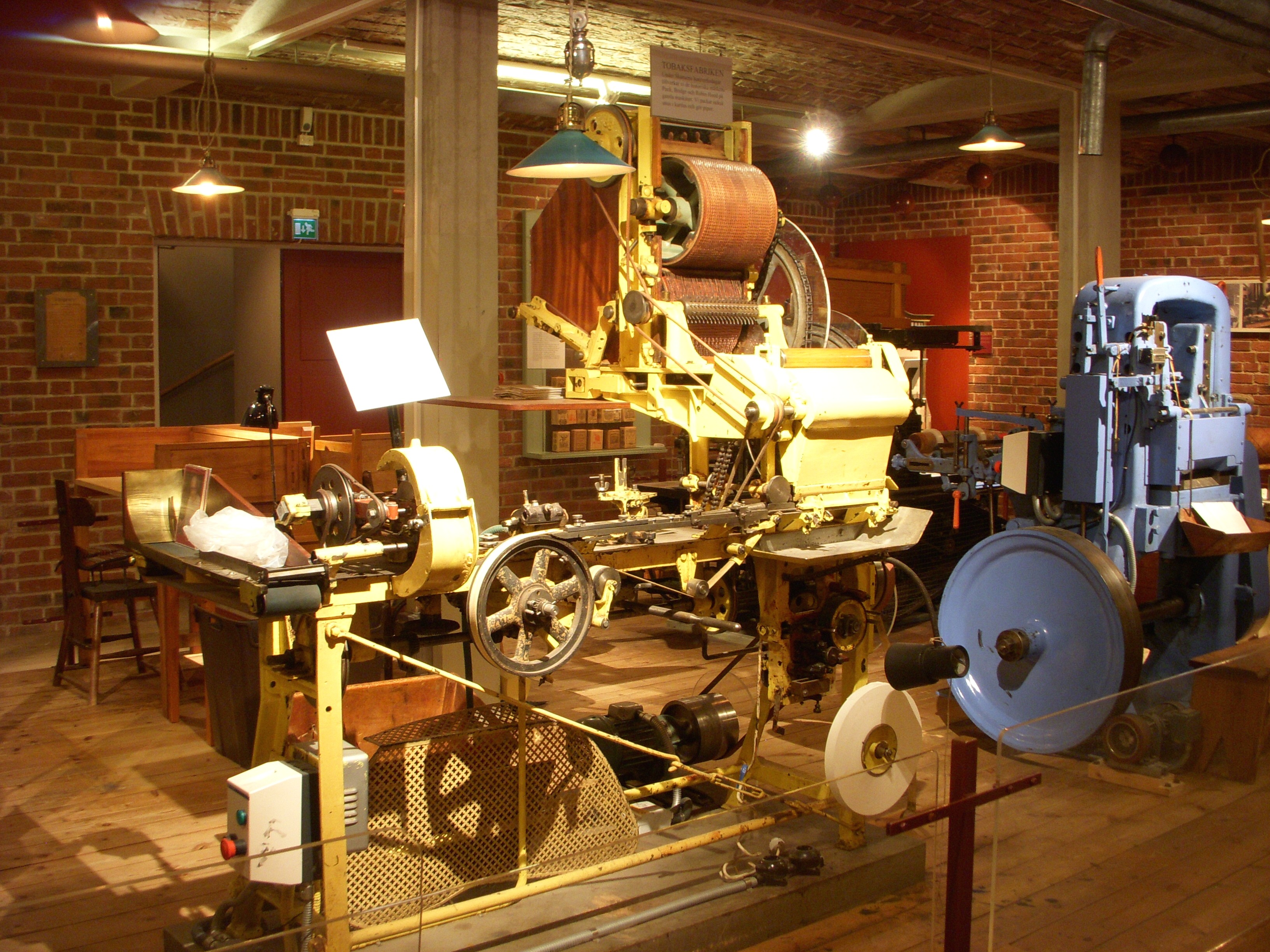
Tobaksmuseet.

Byggnaden uppfördes 1816 vid det närbelägna Hasselbacken, och fungerade huvudsakligen som sommarnöje fram till 1852. Då köpte konditor Wilhelm Davidson huset och öppnade ett schweizeri (ett kafé med alkoholservering).
Sitt nuvarande namn fick huset vid 1900-talets början. "Gubbarna på hyllan" var äldre, punschdrickande herrar som satt på den övre verandan och lyssnade till regementsmusiken nedanför. 1872 tillbyggdes den så kallade "Parisersalongen", namngiven efter den franska tapet som pryder väggarna. Byggnaden flyttades till Skansen på 1960-talet, och fick då en källare.

## Kägelbanan
Gubbhyllans kägelbana är en kopia av en kägelbana från 1800-talets mitt, som finns i original i friluftsmuseet Gamla Linköping i Östergötland.

## Snus- och Tändsticksmuseum
Snus- och Tändsticksmuseum,  Sveriges enda i sitt slag, är ett industri- och kulturhistoriskt museum med omfattande samlingar av den svenska tobakens och tändstickans historia. Museet grundades 1938.
De insamlade föremålen kom från några av de hundratals tobaksfabriker som fanns i Sverige före 1915, då Svenska Tobaksmonopolet infördes. År 1965 flyttade Tobaksmuseet till huset Gubbhyllan på Skansen. Museet kompletterades med en tändsticksdel och bytte namn till Tobaks- och Tändsticksmuseum år 2000. Basutställningarna handlar om snusets och tändstickans historia ur ett kulturarvsperspektiv. En del av utställningen, Snusfabriken, visar hur tillverkningen av snus kunde se ut i det sena 1800-talet. 
Samlingarna ägs av Swedish Match Tobaks- och Tändstickshistoriska stiftelse. Museet drivs med ekonomiskt stöd av Swedish Match.